# Ike Opara
Ike Opara est un joueur international américain de soccer né le 21 février 1989 à Durham en Caroline du Nord. Il joue au poste de défenseur avant de se reconvertir en entraîneur. Il est actuellement entraîneur-adjoint au Sporting II de Kansas City en MLS Next Pro.

## Biographie
Opara est repêché en troisième position lors de la MLS SuperDraft 2010 par les Earthquakes de San José.
Sa saison 2014 est gâchée par une blessure à la cheville après seulement 5 matchs disputés. Il revient en pleine forme pour la saison 2015 et enchaine les belles performance. Le sort s'acharne lorsque lors du sixième match de l'année, il se rompt le tendon d'Achille.
En juillet 2020, il annonce qu'il ne participera pas au tournoi MLS is Back.

## Palmarès
- Sporting de Kansas City
  - Vainqueur de la Coupe MLS en 2013
  - Vainqueur du Supporters' Shield en 2012
  - Vainqueur de la Lamar Hunt US Open Cup en 2017
- Minnesota United
  - Finaliste de la Lamar Hunt US Open Cup en 2019

### Individuel
- Nommé dans l'équipe type de la MLS (MLS Best XI) en 2017 et 2019